# Liste der Bodendenkmäler in Höchberg
Auf dieser Seite sind die Bodendenkmäler in dem unterfränkischen Markt Höchberg zusammengestellt. Diese Tabelle ist eine Teilliste der Liste der Bodendenkmäler in Bayern. Grundlage ist die Bayerische Denkmalliste, die auf Basis des Bayerischen Denkmalschutzgesetzes vom 1. Oktober 1973 erstmals erstellt wurde und seither durch das Bayerische Landesamt für Denkmalpflege geführt wird. Die folgenden Angaben ersetzen nicht die rechtsverbindliche Auskunft der Denkmalschutzbehörde.

## Bodendenkmäler in Höchberg
| Lage                                  | Objekt | Akten-Nr.     | Bild                   |
| ------------------------------------- | --- | ------------- | ---------------------- |
| (Standort)                            | Siedlung der Linearbandkeramik und der Michelsberger Kultur. | D-6-6225-0128 |                        |
| (Standort)                            | Spätmittelalterliche bis frühneuzeitliche Landwehr. | D-6-6225-0177 |                        |
| (Standort)                            | Station des Paläolithikums und Siedlung der Hallstattzeit. | D-6-6225-0193 |                        |
| (Standort)                            | Siedlung der Hallstattzeit. | D-6-6225-0267 |                        |
| (Standort)                            | Siedlung vorgeschichtlicher Zeitstellung. | D-6-6225-0309 |                        |
| Herrenweg 7, Jägerstraße 1 (Standort) | Archäologische Befunde im Bereich der frühneuzeitlichen katholischen Pfarr- und Wallfahrtskirche Mariä Geburt von Höchberg mit mittelalterlichem Vorgängerbau und Körperbestattungen im ehemals ummauerten Kirchhof. | D-6-6225-0311 | weitere Bilder         |
| Sonnemannstraße 36 (Standort)         | Archäologische Befunde im Bereich der frühneuzeitlichen ehemaligen Synagoge von Höchberg mit Mikwe und frühneuzeitlichem Vorgängerbau; heute evangelisch-lutherische Pfarrkirche St. Matthäus.                       | D-6-6225-0312 | Archäologische Befunde |
| (Standort)                            | | D-6-6225-0128 |                        |